# Карл Фріч
Карл Фріч (нім. Karl Fritsch, 24 лютого 1864 — 17 січня 1934) — австрійський ботанік, міколог.

## Біографія
Карл Фріч народився у місті Відень 24 лютого 1864 року.
Він починав вивчати ботаніку у Інсбрукському університеті імені Леопольда і Франца. Пізніше Карл Фріч вивчав ботаніку у Віденському університеті. У 1886 році він здобув науковий ступінь доктора філософії. Фріч зробив значний внесок у ботаніку, описавши велику кількість видів рослин.
Карл Фріч помер у Граці 17січня 1934 року.

## Наукова діяльність
Карл Фрич спеціалізувався на папоротеподібних, насіннєвих рослинах та на мікології.